# Daltry Calhoun
Pour plus de détails, voir Fiche technique et Distribution.
Daltry Calhoun, ou La vie secrète de Daltry Calhoun au Québec, est un film américain écrit et réalisé par Katrina Holden Bronson, sorti en 2005.

## Synopsis
Alors qu'il se bat pour garder son affaire de golf prospère, un père se voit confier la garde de sa fille de 14 ans, musicienne talentueuse, qu'il connait à peine.

## Fiche technique
Sauf indication contraire, les informations mentionnées dans cette section peuvent être confirmées par la base de données cinématographiques IMDb,  présente dans la section « Liens externes ».
- Titre original et français : Daltry Calhoun
- Titre québécois : La vie secrète de Daltry Calhoun
- Réalisation et scénario : Katrina Holden Bronson
- Musique : John Swihart (en)
- Directeur de la photographie : Matthew Irving
- Montage : Daniel R. Padgett
- Distribution des rôles : Sheila Jaffe et Meg Morman
- Création des décors : Tracey Gallacher
- Décorateur de plateau : Kelly Anne Ross
- Création des costumes : Mynka Draper
- Producteur : Danielle Renfrew
- Coproducteur : Todd King
- Producteurs exécutifs : Erica Steinberg et Quentin Tarantino
- Sociétés de production : L. Driver Productions, Map Point Pictures et Miramax Films
- Société de distribution : Miramax Films
- Budget : 3 millions de dollars
- Format : 2.35:1 - 35 mm - Couleur - Son DTS - Dolby Digital
- Pays :  États-Unis
- Genre : comédie dramatique
- Durée : 100 minutes
- Date de sortie en salles : 
  -  États-Unis : 25 septembre 2005

## Distribution
Légende : Version Québécoise = VQ
- Johnny Knoxville (VQ : Martin Watier) : Daltry Calhoun
- Elizabeth Banks (VQ : Viviane Pacal) : May
- Juliette Lewis (VQ : Violette Chauveau) : Flora Flick
- Beth Grant (VQ : Claudine Chatel) : Dee
- Laura Cayouette : Wanda Banks
- Thomas Jackson Burt : Fermier
- Ken Jackson : Charlie
- Sophie Traub (VQ : Geneviève Déry) : June
- David Koechner (VQ : Sylvain Hétu) : Doyle
- Matthew Sharp : Eugene
- James Parks : Arlo
- Kick Gurry (VQ : Paul Sarrasin) : Frankie Strunk